# 7 geup gongmuwon
7 geup gongmuwon (hangul: 7급 공무원; Hancha: 七級公務員) – południowokoreański serial telewizyjny emitowany na antenie MBC. Był emitowany od 23 stycznia do 28 marca 2013 roku, w środy i czwartki o 21:55, liczy 20 odcinków. Główne role odgrywają w nim Choi Kang-hee i Joo Won. Szpiegowska komedia romantyczna jest remakiem filmu 7 geup gongmuwon z 2009 roku.

## Obsada
- Choi Kang-hee jako Kim Seo-won / Kim Kyung-ja
- Joo Won jako Han Gil-ro / Han Pil-hoon
- Hwang Chan-sung jako Gong Do-ha
- Kim Min-seo jako Shin Sun-mi
- Ahn Nae-sang jako Kim Won-seok
- Jang Young-nam jako Jang Young-soon
- Kim Soo-hyun jako Kim Mi-rae
- Lim Yoon-ho jako JJ / Choi Woo-jin
- Dokgo Young-jae jako Han Joo-man, ojciec Gil-ro
- Im Ye-jin jako Go Soo-ja, matka Gil-ro
- Lee Han-wi jako Kim Pan-seok, ojciec Seo-won
- Kim Mi-kyung jako Oh Mak-nae, matka Seo-won
- Noh Young-hak jako Kim Min-ho, młodszy brat Seo-won
- Choi Jong-hwan jako Oh Kwang-jae, dyrektor NIS
- Ha Shi-eun jako Jin-joo
- Son Jin-young jako Kim Poong-eon
- Lee El jako Park Soo-young
- Jung In-gi jako Kim Sung-joon
- Seo Seung-man jako manager IT&TI
- Lee Hye-eun jako żona Won-seoka
- Uhm Tae-woong jako Choi Woo-hyuk (cameo, odc. 1-4)

## Oglądalność
| No. | Data emisji           | Oglądalność | Oglądalność |
| No. | Data emisji           | TNmS        | AGB Nielsen |
| --- | --------------------- | ----------- | ----------- |
| 1   | 23 stycznia 2013(dts) | 12,8%       | 12,7%       |
| 2   | 24 stycznia 2013(dts) | 14,0%       | 14,5%       |
| 3   | 30 stycznia 2013(dts) | 16,0%       | 15,9%       |
| 4   | 31 stycznia 2013(dts) | 15,8%       | 15,2%       |
| 5   | 6 lutego 2013(dts)    | 17,1%       | 16,0%       |
| 6   | 7 lutego 2013(dts)    | 14,9%       | 14,3%       |
| 7   | 13 lutego 2013(dts)   | 13,3%       | 12,7%       |
| 8   | 14 lutego 2013(dts)   | 13,8%       | 12,1%       |
| 9   | 20 lutego 2013(dts)   | 12,6%       | 12,5%       |
| 10  | 21 lutego 2013(dts)   | 12,4%       | 11,4%       |
| 11  | 27 lutego 2013(dts)   | 11,8%       | 10,0%       |
| 12  | 28 lutego 2013(dts)   | 11,0%       | 10,6%       |
| 13  | 6 marca 2013(dts)     | 10,0%       | 9,2%        |
| 14  | 7 marca 2013(dts)     | 9,9%        | 9,9%        |
| 15  | 13 marca 2013(dts)    | 8,8%        | 7,9%        |
| 16  | 14 marca 2013(dts)    | 9,0%        | 8,5%        |
| 17  | 20 marca 2013(dts)    | 9,3%        | 9,8%        |
| 18  | 21 marca 2013(dts)    | 9,5%        | 8,4%        |
| 19  | 27 marca 2013(dts)    | 7,9%        | 7,5%        |
| 20  | 28 marca 2013(dts)    | 9,0%        | 8,4%        |

## Nagrody
| Rok  | Ceremonia                | Nagroda                                       | Nominowany      | Wynik     |
| ---- | ------------------------ | --------------------------------------------- | --------------- | --------- |
| 2013 | 49. Baeksang Arts Awards | Najpopularniejszy aktor TV                    | Hwang Chan-sung | Nominacja |
| 2013 | 49. Baeksang Arts Awards | Najpopularniejsza aktorka TV                  | Choi Kang-hee   | Nominacja |
| 2013 | MBC Drama Awards         | Top Excellence Award, Actress in a Miniseries | Choi Kang-hee   | Nominacja |
| 2013 | MBC Drama Awards         | Excellence Award, Actor in a Miniseries       | Joo Won         | Wygrana   |